# Lizenzbox
Mit Lizenzbox (auch Patentbox oder IP-Box für intellectual property box, gelegentlich IP-Box-Regime (IBR) und seit 2015 auch Knowledge Development Box (KDB)) wird im Steuerrecht – speziell im Unternehmenssteuerrecht – die Möglichkeit bezeichnet, Erträge aus Immaterialgüterrechten gesondert auszuweisen und niedriger zu besteuern als andere Erträge. Die Lizenzbox wird einerseits als Instrument im internationalen Steuerwettbewerb und andererseits als Instrument zur Förderung von Forschung und Entwicklung gesehen.

## Zum Begriff
Der Wortteil Lizenz steht allgemein und verkürzend für Erträge aus Immaterialgüterrechten. Solche Erträge müssen nicht zwangsläufig aus Aktivitäten der Forschung und Entwicklung resultieren. So können insbesondere auch Rechte an Marken und die für deren Nutzung anfallenden Erträge dazu gehören. Die genaue Definition erfolgt jeweils in den nationalen Steuergesetzen.
Der Wortteil Box (engl. = Kasten) zeigt an, dass solche Erträge rechentechnisch in einer gesonderten Kategorie zusammengefasst, ausgewiesen und besteuert werden.

## OECD-Definition einer Lizenzbox
Nachdem seit 2000 immer mehr Staaten Lizenzboxen in der unterschiedlichsten Ausgestaltung eingeführt haben, setzte in der EU und der OECD eine Diskussion über einheitlichere Regelungen ein, die zudem dazu führen sollten, dass eine Mehrheit der Staaten sie als nicht schädliche Steuerpraktiken einstufen sollte. Im November 2014 legten die Finanzminister von Deutschland, Wolfgang Schäuble, und Großbritannien, George Osborne, ein abgestimmtes Konzept für die Ausgestaltung von Lizenzboxen vor. Auf der Zusammenkunft der G20-Staaten am 15./16. November in Brisbane wurde dieser Vorschlag befürwortet. Das „Forum schädliche Steuerpraktiken“ der OECD behandelte auf seiner Sitzung vom 17. bis 19. November 2014 diesen Vorschlag. 2015 publizierte die OECD dann im Rahmen des „OECD/G20 Base Erosion and Profit Shifting Project – Action 5“ als Ergebnis ein Agreement on Modified Nexus Approach for IP Regimes. Ende 2015 veröffentlichte die OECD dann den „Final Report“ für die 5. Maßnahme des BEPS-Projektes, der die weiter ausgearbeiteten Regeln enthält auf die sich die OECD-Mitglieder und die G20-Staaten verständigt haben.
Kernpunkte der sehr komplexen Regelung sind:
- Nur Einnahmen auf Basis von Patenten und ähnlich geschützten Rechten dürfen privilegiert werden – Einnahmen aus Markenrechten (trademark fees) nicht.
- Eine steuerliche Privilegierung von Einnahmen aus IP-Rechten setzt eine substantielle Tätigkeit zur Schaffung von Immaterialgütern in dem Staat voraus, der die Einnahmen steuerlich privilegiert, d. h. vereinfacht, dass Lizenzeinnahmen nicht steuerlich bevorzugt werden dürfen, wenn keinerlei Forschungstätigkeit im Land erfolgt (modified nexus-approach).
- Das Ausmaß der Privilegierung hängt vom Anteil der Aufwendungen für Forschung und Entwicklung zu den gesamten Aufwendungen eines Unternehmens ab.

Auf Basis dieser Definition wurden weltweit 16 IP-Regimes identifiziert, die ganz oder teilweise die Kriterien einer schädlichen Steuerpraxis erfüllen. Die entsprechenden Staaten sollen nun sicherstellen, dass ab Juli 2016 der Kreis der bisher Privilegierten nicht mehr erweitert wird und ab Juli 2021 die IP-Regimes entsprechend den Vorgaben der OECD angepasst sind.

## Verbreitung der Lizenzbox in Europa
Nach Erkenntnissen der Bundesregierung gewähren zurzeit folgende Staaten ermäßigte Steuersätze auf Erträge aus Patenten (BT-Drs. 18/1238, Stand September 2013).
| Staat                     | Effektiver Steuersatz auf Lizenzeinkünfte (in Prozent) | Regulärer Steuersatz (in Prozent) | Jahr der Einführung |
| Belgien                   | 6,8                                                    | 34                                | 2007                |
| Frankreich                | 15                                                     | 33,33                             | 2000                |
| Liechtenstein             | 2,5                                                    | 12,5                              | 2011                |
| Luxemburg                 | 5,72                                                   | 29,63                             | 2007                |
| Malta                     | 0                                                      | 35                                | 2007                |
| Niederlande               | 5                                                      | 25                                | 2007                |
| Portugal                  | 11,5                                                   | 23                                | 2014                |
| Schweiz, Kanton Nidwalden | 8,8                                                    | 12,60                             | 2011                |
| Spanien                   | 10                                                     | 30                                | 2008                |
| Ungarn                    | 9,5                                                    | 19                                | 2003                |
| Vereinigtes Königreich    | 10                                                     | 22                                | 2012                |
| Zypern                    | 2,5                                                    | 12,5                              | 2013                |
| Tabelle ergänzt           |                                                        |                                   |                     |
| Italien                   | 15,7                                                   | 31,4                              | 2015                |
| Irland                    | 6,25                                                   | 12,5                              | 2016                |

Umstrittener Zweck dieser Steuervergünstigungen ist es, die Steuern besonders multinationaler Unternehmen vermehrt ins eigene Land zu leiten und sie eventuell hier zur Förderung von Forschung zu nutzen. Dazu die Studie: „Zum einen sind immaterielle Wirtschaftsgüter wie Patente, Marken, Urheberrechte und Prozessinnovationen ein zentraler Wertschöpfungsbeitrag. Zum anderen haben immaterielle Wirtschaftsgüter oftmals keinen eindeutigen geographischen Anknüpfungspunkt. Diese Flexibilität nutzen multinationale Unternehmen, um mittels Steuerplanungsmodellen Gewinne in Niedrigsteuerländer zu verlagern.“
Die OECD möchte dergleichen »Lücken in der Unternehmensbesteuerung« stopfen und hat ein Projekt Beps (»Base Erosion and Profit Shifting«) aufgesetzt, in dessen 5. Maßnahme sich das Forum schädliche Steuerpraktiken (Forum on Harmful Tax Practices – FHTP) auch mit der Gestaltung von Lizenzboxen beschäftigt. Damit soll ein (aus zentralistischer Sicht als unfair angesehener) Wettbewerb der Länder um niedrige Besteuerung verhindert werden.
Als das Forum 1998 ins Leben gerufen wurde, gab es nur in Irland eine IP-Box, d. h. die IP-Box wurde inzwischen als Ausweichinstrument gestaltet.

## Deutschland
Deutschland hat bisher keine Lizenzbox eingeführt. Auf die reduzierte Besteuerung von Lizenzerträgen in anderen Ländern hat Deutschland 2017 mit der Einführung einer Lizenzschranke reagiert. Damit wird die steuerliche Abzugsfähigkeit von Lizenzaufwendungen in Abhängigkeit von der Besteuerung im Empfängerland eingeschränkt, damit eine Gewinnverschiebung in Staaten mit nicht OECD-konformer Lizenzbox weniger attraktiv ist. Es gibt allerdings Bedenken bzgl. der Konformität der Lizenzschranke mit dem Verfassungs- und EU-Recht.

## Schweiz
2017 stellte die EU erstmals eine EU-Liste der nicht kooperativen Steuergebiete auf. Die Schweiz – und 46 andere Staaten – konnten die Platzierung auf der schwarzen Liste dadurch vermeiden, dass sie sich zu Verbesserungen bzgl. einer fairen Besteuerung verpflichtete. In der Konsequenz arbeitete die schweizerische Regierung die Unternehmenssteuerreform III aus die einerseits steuerlich privilegierte Gesellschaften abschaffen sollte und andererseits durch Einführung international anerkannter Instrumente, wie der Patentbox die steuerliche Attraktivität des Standorts Schweiz erhalten sollte. Das Gesetzesvorhaben wurde am 12. Februar 2017 in einem Referendum abgelehnt. Regierung und Parlament arbeiteten in der Folge bis Ende September 2018 ein neues Reformpacket aus (Steuervorlage 17), das in einem weiteren Referendum am 19. Mai 2019 mit 66,4 % der Stimmen angenommen wurde. Das Gesetz soll auf Ebene des Bundes am 1. Januar 2020 in Kraft treten. Das Bundesgesetz vom 14. Dezember 1990 über die Harmonisierung  der direkten Steuern der Kantone und Gemeinden wird geändert und sieht nun in den Artikeln 24a/b eine Patentbox vor. „Der Reingewinn aus Patenten und vergleichbaren Rechten ... wird mit einer Ermäßigung von 90 Prozent in die Berechnung des steuerbaren Reingewinns einbezogen. Die Kantone können eine geringere Ermäßigung vorsehen.“ Zusätzlich wird in Artikel 25a ein zusätzlicher Abzug von inländischem Forschungs- und Entwicklungsaufwand ermöglicht. Artikel 25b beschränkt jedoch die Höhe der steuerlichen Gesamtentlastung durch die Gesetzesreform auf 70 % des steuerbaren Gewinns.

## Liechtenstein
Seit dem 1. Januar 2011 sieht auch das Steuergesetz von Liechtenstein eine IP-Box vor. Erträge aus Patenten, Marken und Designs die in einem inländischen, ausländischen oder internationales Register eingetragen sind, können als geschäftsmäßig begründete Aufwendungen 80 % der Summe der positiven Einkünfte aus Immaterialgüterrechten abgesetzt werden, d. h. solche Erträge werden nur zu 20 % versteuert. Die effektive Steuerbelastung sinkt damit auf 2,5 %.

## Österreich
In der Diskussion um die am 1. Januar 2016 in Kraft getretene Steuerreform spielte die Lizenzbox eine untergeordnete Rolle, da politisch keine Durchsetzungschance bestand. Es erfolgte jedoch eine Erhöhung des direkten Fördersatzes für Forschungsaktivitäten, die nun mit 12 % statt bisher 10 % gefördert werden.

## Italien
Italien hat auf den 1. Januar 2015 im Steuerrecht eine IP-Box eingeführt, die nach drei Jahren zu einer Steuerreduktion um 50 % führt. Die Reduktion wird auf die zentrale und regionale Ertragssteuer gewährt, was ab 2017 zu einer effektiven Steuerbelastung von 15,7 % führt. Auch Einkünfte aus Markenrechten sind privilegiert, weshalb die Regelungen nicht den Vorgaben der OECD entsprechen.

## Irland
In der Republik Irland wurde bereits 1973 im Steuerrecht eine IP-Box eingeführt, aber 2010 auf Empfehlung der Europäischen Kommission abgeschafft. Seit dem 1. Januar 2016 sieht das irische Steuerrecht eine Knowledge Development Box (KDB) vor, die für privilegierte Einnahmen aus Immaterialgüterrechten eine effektive Steuerbelastung von 6,25 % ermöglicht. Die neue Regelung wird als erste dieser Art angesehen, die die Vorgaben der OECD erfüllt.

## Luxemburg
Luxemburg hat 2007 eine Lizenzbox eingeführt, die aber nicht konform mit den neuen Regeln der OECD ist. Am 14. Oktober 2015 hat das luxemburgische Finanzministerium bekanntgegeben, dass das bisherige Regime am 30. Juni 2021 beendet wird und ab 1. Juli 2016 keine weiteren Unternehmen mehr die Vorteile der Lizenzbox wahrnehmen können.